# Hatkî, Skadovsk
Hatkî (în ucraineană Хатки) este un sat în comuna Ptahivka din raionul Skadovsk, regiunea Herson, Ucraina.

## Demografie
Componența lingvistică a localității Hatkî
     Ucraineană (98,06%)
     Rusă (1,94%)
Conform recensământului din 2001, majoritatea populației localității Hatkî era vorbitoare de ucraineană (98,06%), existând în minoritate și vorbitori de rusă (1,94%).